# Cloven Stones
Die Cloven Stones (deutsch „gespaltene Steine“) sind eine Megalithanlage, die wie Cashtal yn Ard und das nahe King Orry’s Grave Ähnlichkeiten mit schottischen Clyde Tombs aufweisen. Sie befinden sich in Baldrine bei Douglas auf der Isle of Man. Die unter Schutz stehenden Cloven Stones bestehen aus einigen großen aufrecht stehenden und einige kleineren Steinen. Der Rest der Anlage liegt unter dem Hügel, der den Vorgarten eines Hauses bildet.
Natürlich gespaltene Steine gleichen Namens finden sich bei Walkerburn und Mungrisdale und an anderen Stellen in England und Schottland.